# Ett oanständigt förslag
Ett oanständigt förslag (Indecent Proposal) är en amerikansk dramafilm från 1993, regisserad av Adrian Lyne. Filmen är baserad på boken med samma namn från 1988 av Jack Engelhard. Huvudrollerna spelas av Robert Redford, Demi Moore och Woody Harrelson.

## Handling
Det unga förälskade paret David (Harrelson) och Diana (Moore) lever tillsammans med ekonomiska problem. De åker till Las Vegas med hopp om att vinna de pengar de behöver. Där träffar de miljardären John Gage (Redford). När John ser Diana blir han genast attraherad och erbjuder paret en miljon dollar för en natt med henne. Det verkar vara ett enkelt och snabbt erbjudande men efteråt blir det inte som man hade tänkt sig.

## Om filmen
Filmen nominerades till sju stycken Razzies och vann tre stycken: Sämsta film, Sämsta manus (Amy Holden Jones) och Sämsta manliga biroll (Woody Harrelson).

## Rollista
- Robert Redford – John Gage
- Demi Moore – Diana Murphy
- Woody Harrelson – David Murphy
- Seymour Cassel – Mr. Shackleford
- Oliver Platt – Jeremy
- Billy Bob Thornton – Day Tripper
- Rip Taylor – Mr. Langford
- Billy Connolly – Auction Emcee
- Sheena Easton – sig själv
- Herbie Hancock – sig själv